# Histoire des Juifs à Cuba

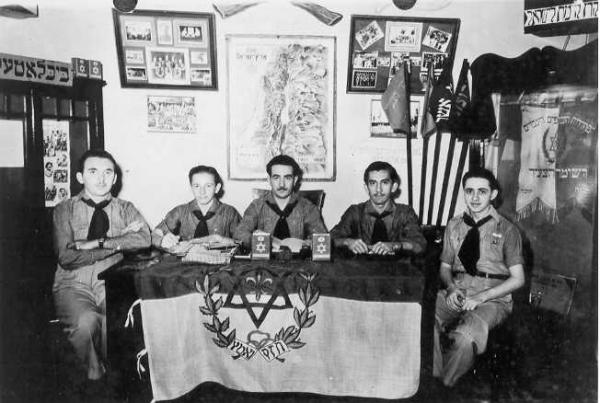
Photographie de personnes juives dans la capitale cubaine (La Havane) en 1940.

L'histoire des Juifs à Cuba commence avec l'implantation d'une communauté juive au  XVe siècle. À cette époque, l'Espagne procédait à des expulsions massives des juifs séfarades.
Aujourd'hui, il ne reste qu'une cinquantaine de Cubains se considérant comme juifs, mais peu pratiquent,[réf. nécessaire] bien qu'ils restent attachés à leurs origines juives.

## Historique
La première implantation d'une communauté juive à Cuba date du XVIe siècle avec des Séfarades fuyant l'inquisition. Inés de Bobadilla est une juive convertie, quand son mari Hernando de Soto abandonne sa charge de gouverneur de Cuba, elle assure alors cette fonction de 1539 à 1543.
En 1902, une trentaine de familles juives sont installées à La Havane. Cette communauté fonde en 1904 la première association israélite de l’île, l’United Hebrew Congregation. En 1906 la communauté achète le cimetière de Guanabacoa pour le transformer en cimetière juif, celui-ci est reconnu pour ses valeurs historiques et artistiques.
Dans les années 1920, Fabio Grobart (1905-1994), alias Antonio Blanco, né Abraham Simjovitch à  Białystok en Pologne, s'exile à Cuba et fonde avec trois autres Juifs ashkénazes le parti communiste de Cuba. Fabio Grobart, est devenu le doyen du Parti communiste cubain, Fidel Castro l'appelait familièrement Polaquito (petit Polonais).
En 1939, le paquebot allemand, Saint Louis quitte le port de Hambourg pour rejoindre La Havane avec 937 passagers essentiellement juifs. La majorité fuient le régime nazi, d'autres viennent d'Europe de l'Est. Ils envisagent de rester à Cuba le temps d'obtenir un visa pour les États-Unis. L'essentiel des passagers ne peuvent pas débarquer et sont renvoyés en Allemagne. Le film Le Voyage des damnés, de Stuart Rosenberg, évoque cet épisode douloureux du peuple juif.
Après la prise du pouvoir par Fidel Castro en 1959, la majorité des juifs cubains choisissent le chemin de l'exil. Dans les années 1960, des juifs sont envoyés dans les « camps de travaux forcés », les unités militaires d'aide à la production, avec des dissidents politiques, des homosexuels, des religieux ou des Cubains souhaitant s'exiler.
De 1961 à 1973, Ricardo Wolf, un juif cubain d'origine allemande ayant fait fortune dans la sidérurgie et ayant soutenu financièrement la révolution cubaine est nommé ministre plénipotentiaire de Cuba en Israël. Il reste en poste jusqu'à la rupture des liens diplomatiques entre les deux pays, date à laquelle il s'installe définitivement en Israël. 